# Massapê
Massapê là một đô thị thuộc bang Ceará, Brasil. Đô thị này có diện tích 571,531 km², dân số năm 2007 là 32820 người, mật độ 57,42 người/km².